# BRIT Awards 2007
Die BRIT Awards 2007 wurden am 14. Februar 2007 im Londoner Earls Court verliehen. Die Moderation übernahm Russell Brand.
Erfolgreichste Künstler mit je zwei gewonnenen Preisen waren Arctic Monkeys und The Killers. Die meisten Nominierungen mit je vier Stück hatte Lily Allen.

## Hintergrund
Es war die erste Verleihung seit den BRIT Awards 1989 die wieder live ausgestrahlt wurde. 1989 hatten Mick Fleetwood und Samantha Fox eine recht schlechte Performance als Moderatoren abgegeben, so dass die Award Show fast 20 Jahre lang einen Tag vor Ausstrahlung aufgezeichnet wurde, um Moderationsschnitzer zu umgehen.

## Liveauftritte
| Künstler              | Lieder                                                                                             |
| --------------------- | -------------------------------------------------------------------------------------------------- |
| Scissor Sisters       | I Don’t Feel Like Dancin’                                                                          |
| Snow Patrol           | Chasing Cars                                                                                       |
| Amy Winehouse         | Rehab                                                                                              |
| The Killers           | When You Were Young                                                                                |
| Take That             | Patience                                                                                           |
| Red Hot Chili Peppers | Dani California                                                                                    |
| Corinne Bailey Rae    | Put Your Records On                                                                                |
| Oasis                 | Cigarettes & Alcohol The Meaning of Soul Morning Glory Don’t Look Back in Anger Rock 'n' Roll Star |

## Nominierte und Gewinner
| British Album (präsentiert von Sean Bean) | British Single (präsentiert von Alan Carr) |
| --- | --- |
| - Arctic Monkeys – Whatever People Say I Am, That’s What I’m Not - Amy Winehouse – Back to Black - Lily Allen – Alright, Still - Muse – Black Holes and Revelations - Snow Patrol – Eyes Open | - Take That – Patience - Razorlight – America - Snow Patrol – Chasing Cars - The Feeling – Fill My Little World - Will Young – All Time Love - James Morrison – You Give Me Something eliminiert in Runde 2 - Leona Lewis – A Moment Like This eliminiert in Runde 2 - Lily Allen – Smile eliminiert in Runde 2 - Corinne Bailey Rae – Put Your Records On eliminiert in Runde 1 - Sandi Thom – I Wish I Was a Punk Rocker eliminiert in Runde 1 - The Kooks – She Moves in Her Own Way eliminiert in Runde 1 |
| British Male (präsentiert von Joss Stone) | British Female (präsentiert von Jo Whiley) |
| - James Morrison - Jarvis Cocker - Lemar - Paolo Nutini - Thom Yorke | - Amy Winehouse - Corinne Bailey Rae - Jamelia - Lily Allen - Nerina Pallot |
| British Group (präsentiert von Anthony Head) | British Breakthrough Act (präsentiert von Jarvis Cocker) |
| - Arctic Monkeys - Kasabian - Muse - Razorlight - Snow Patrol | - The Fratellis - Corinne Bailey Rae - James Morrison - The Kooks - Lily Allen |
| British Live Act (präsentiert von Keith Allen) | International Album (präsentiert von Nick Frost und Simon Pegg) |
| - Muse - George Michael - gUiLLeMoTs - Kasabian - Robbie Williams | - The Killers – Sam’s Town - Bob Dylan – Modern Times - Gnarls Barkley – St. Elsewhere - Justin Timberlake – FutureSex/LoveSounds - Scissor Sisters – Ta-Dah |
| International Male (präsentiert von Erin O’Connor und Roland Mouret) | International Female (präsentiert von Ricky Wilson) |
| - Justin Timberlake - Beck - Bob Dylan - Damien Rice - Jack Johnson | - Nelly Furtado - Beyoncé - Cat Power - Christina Aguilera - P!nk |
| International Group (präsentiert von Steven Tyler und Sophie Ellis-Bextor) | International Breakthrough Act (präsentiert von Toni Collette) |
| - The Killers - The Flaming Lips - Gnarls Barkley - Red Hot Chili Peppers - Scissor Sisters                                                                                                   | - Orson - Gnarls Barkley - The Raconteurs - Ray Lamontagne - Wolfmother |

Outstanding Contribution to Music:
- Oasis (präsentiert von Russell Brand)